# Aristide Boucicaut

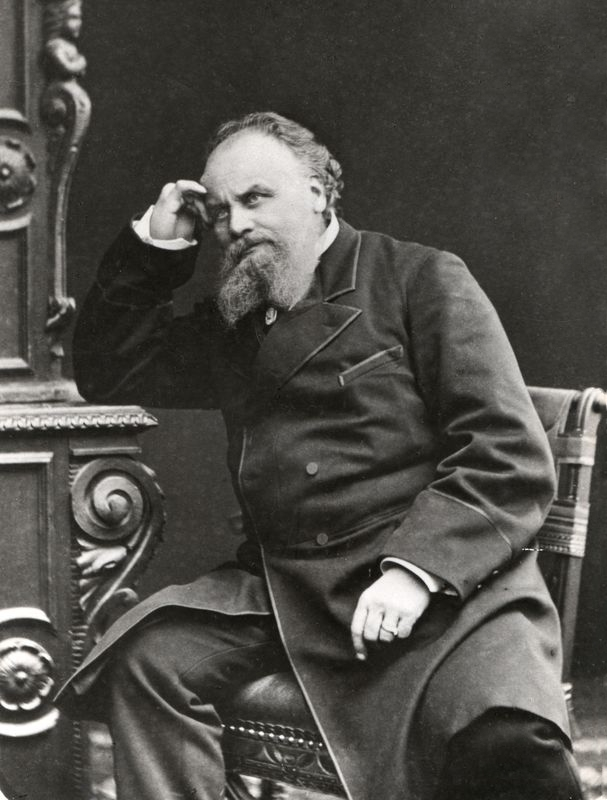
Aristide Boucicaut

Aristide Boucicaut (Bellême, 14 juli 1810 - Parijs, 26 december 1877) was een Franse ondernemer die aangemerkt wordt als de uitvinder van het warenhuis.
Als zoon van een hoedenhandelaar zette hij in de vroege 19e eeuw het warenhuis Le Bon Marché in de Rue de Sèvres op, hetgeen jarenlang 's werelds grootste winkel was. Hij was ook een pionier van het postorderbedrijf; hij stuurde in 1856 als eerste een catalogus met via de post te bestellen goederen uit.
Aristide Boucicaut stond model voor het personage van Octave Mouret in de roman Au Bonheur des Dames van Émile Zola.
Het station Boucicaut van de Parijse metro is naar hem vernoemd.

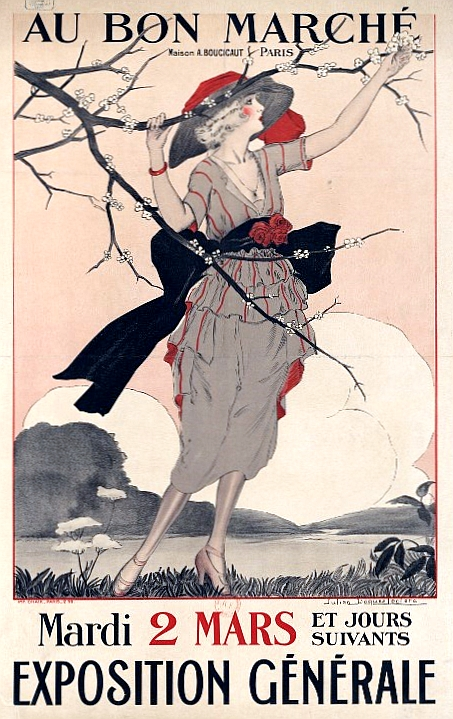
affiche voor Le Bon Marché uit 1920

.